# Micromort
micromort（マイクロモート） は リスクの単位であり、100万分の1の確率の死亡と定義される(語源micro- および mortality)。マイクロモートはさまざまな日常的活動を評価するのに使われる。microprobability（マイクロプロバビリティ）は、何らかのイベントが100万分の1の確率であることを意味する。したがってマイクロモートは、死についてのマイクロプロバビリティであると言える。マイクロモートのコンセプトは、近代的な決定分析の先駆者であるRonald A. Howardによって提案された。.

## 人的価値

### 1マイクロモートの典型的な価値は 約50 US$ である
マイクロモートは人間にとってのリスクの評価に応用されている。たとえば、人が100万分の1の死亡確率を受け入れた場合に支払われる金額を考える。(または、人が100万分の1の死亡確率を避けるために喜んで支払いたい金額を考える。)人々は高額を要求するが、日常的活動(例:車の安全装置に喜んで支出する金額)から推論すると、1マイクロモートの典型的な価値は 約50 US$ である(2009年)

### ベースライン
1日あたりの平均死亡率は平均寿命から計算できる。平均寿命が70歳である場合、死亡率は 1/25,500日である。(70 × 365 = 25,550)。
そしてマイクロモートは 1死亡/100万日 であるので、この場合、毎日約 39 マイクロモートになる。24時間で割ると 1.63 マイクロモート/時間になる。この値は平均寿命が70歳の場合の、年齢・性別を問わず全ての人々の平均死亡率である。
他の方法でマイクロモートを計算するには、毎日の死亡者数を使う方法がある。イギリスを例に取ると毎日2500名が亡くなるので、それを全国民数（6000万人）で割ると、41.6 マイクロモートが得られる。この値は全人口に対する全死亡率である。
この値から自然死を除外すると約1マイクロモートとなるが、これは早死のリスクの値と言える。イギリスでは毎日約50人が人為的な原因で死亡する
.

### 付録
死亡率を1マイクロモート増加させる行動、おおびそれに関係する死因。
- タバコの健康影響 1.4 タバコ (癌、心臓病)[5][信頼性要検証]
- 0.5リットルのワインの飲酒 (肝硬変)[5]
- 炭鉱坑内で1時間過ごす (黒肺塵症)[5]
- 炭鉱坑内で3時間過ごす (事故)[5]
- ニューヨークまたはボストンで2日過ごす(大気汚染)[5]
- デンバーで2ヶ月過ごす(宇宙からの放射線による癌)[5]
- 喫煙者と2ヶ月過ごす(癌、心臓病)[5]
- マイアミの水を1年間飲用する(クロロフォルムによる癌)[5]
- ジェット機で1000 マイル (1609 km) 飛行する(事故)[5]
- ジェット機で6000 マイル (9656 km) 飛行する(宇宙線による癌)[5]
- 10mrem の胸部X線検査(放射線による癌)[6]

1回の行動で生じる死亡率
- ハンググライダー – 8 マイクロモート/飛行[7]
- スキューバダイビング – 4.72 マイクロモート/ダイブ[8]
- スカイダイビング (米国) – 7 マイクロモート/ジャンプ[9]

## 関連文献
- Ronald A. Howard (1984). “On Fates Comparable to Death”. Management Science 30 (4):  407–422. doi:10.1287/mnsc.30.4.407.
- Center for the Study and Improvement of Regulation. “What is a MicroMort?”. 2013年4月15日時点のオリジナルよりアーカイブ。2012年7月9日閲覧。